# Новодоронинск
Новодоронинск — село в юго-западной части Карымского района Забайкальского края России.
Население — 347 чел. (2021).

## География
Расположено на правом берегу реки Судал, левом притоке реки Жимбира. До районного центра, Карымского, 50 км. До Читы 84 км. Село является центром и единственным населенным пунктом сельского поселения «Новодоронинское».

## Население
| 2010 | 2012 | 2013 | 2014 | 2015 | 2016 | 2017 |
| ---- | ---- | ---- | ---- | ---- | ---- | ---- |
| 451  | ↘442 | ↗447 | ↗448 | ↘444 | ↗448 | ↘433 |
| 2018 | 2019 | 2020 | 2021 |      |      |      |
| ↗444 | ↘439 | ↘425 | ↘347 |      |      |      |